# Podarcis bocagei
Podarcis bocagei là một loài thằn lằn trong họ Lacertidae. Loài này được Seoane mô tả khoa học đầu tiên năm 1885.

## Hình ảnh

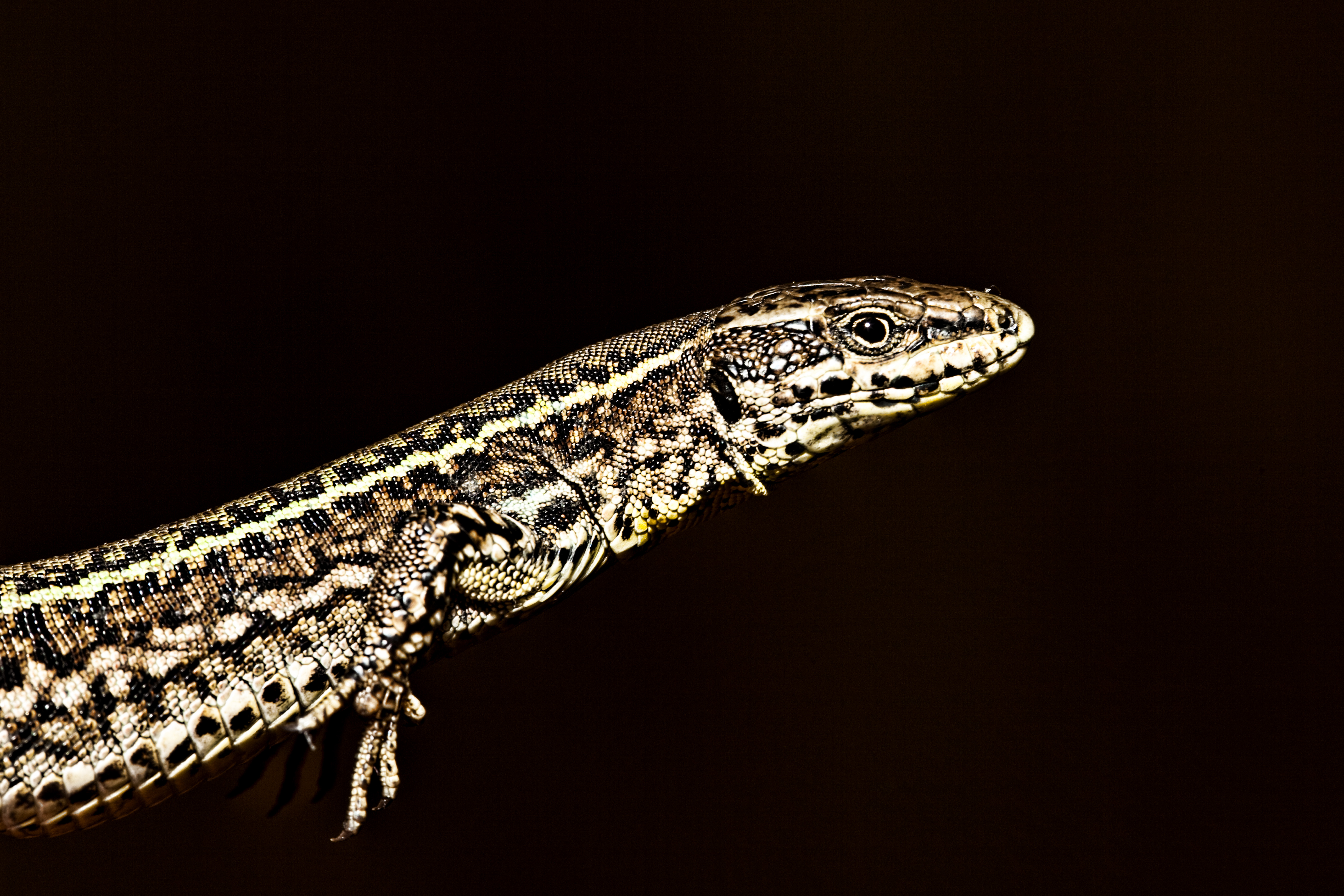
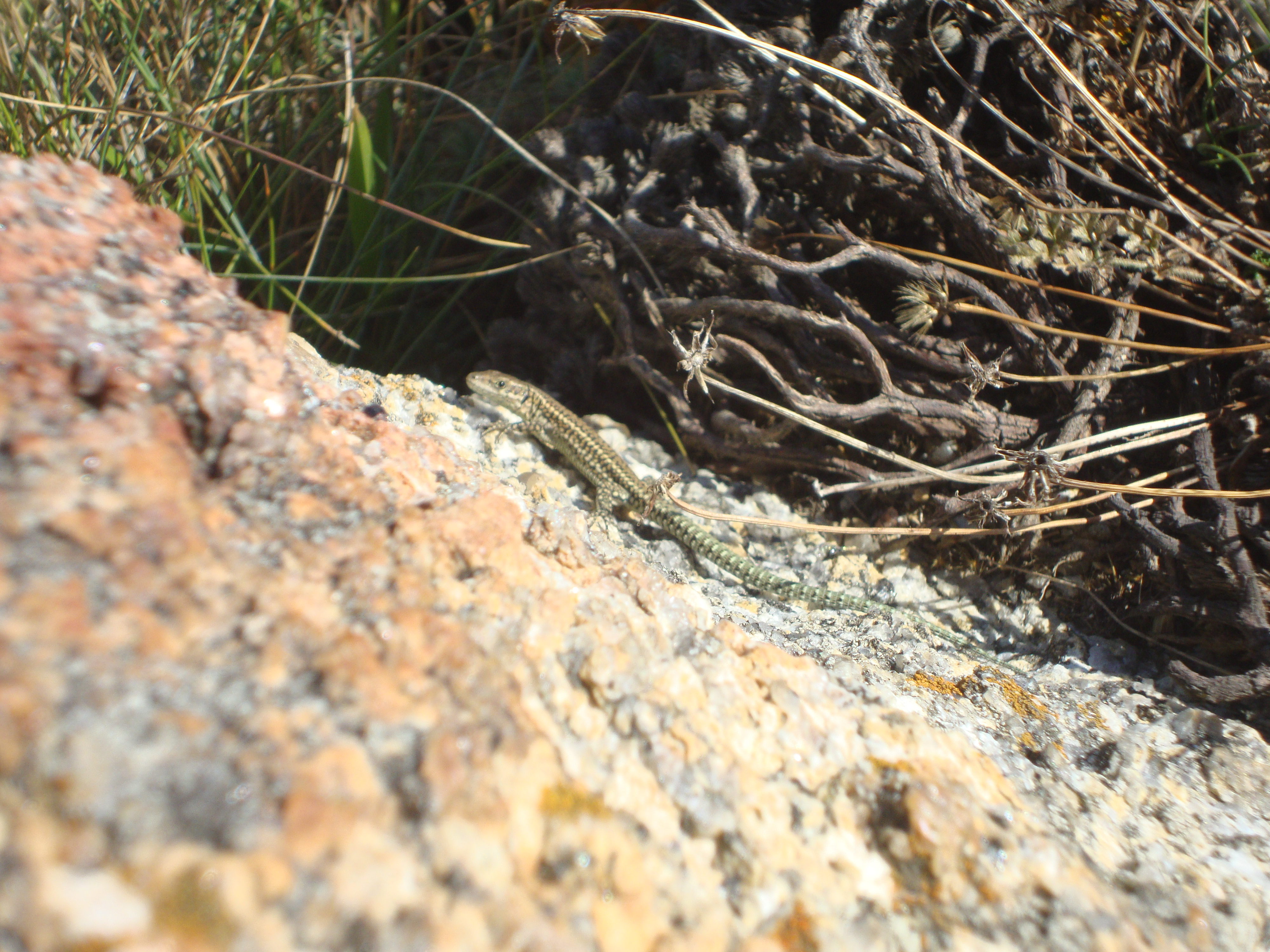
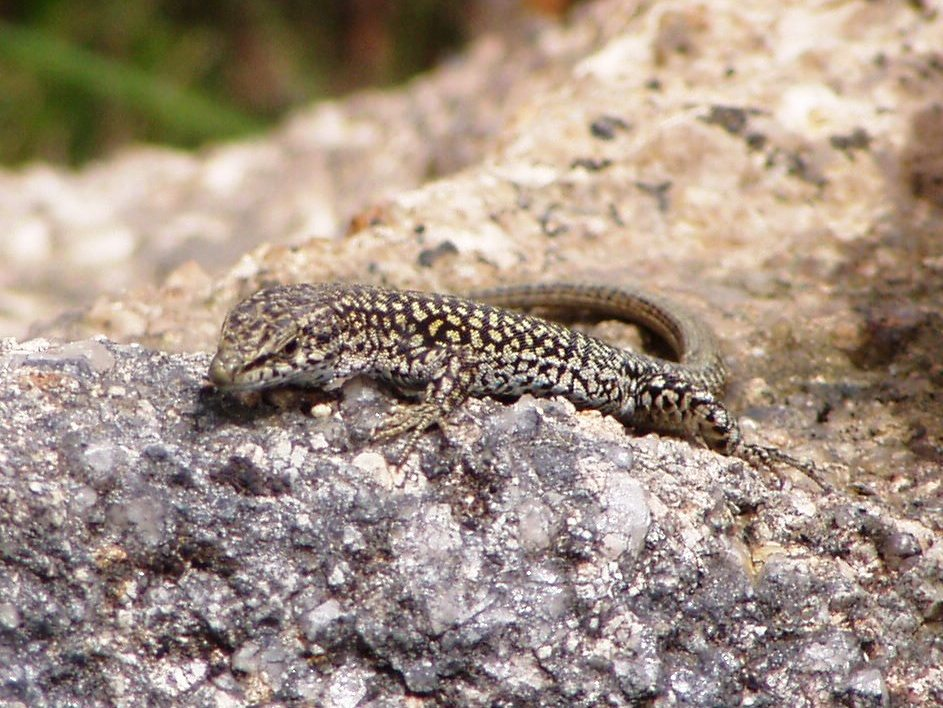
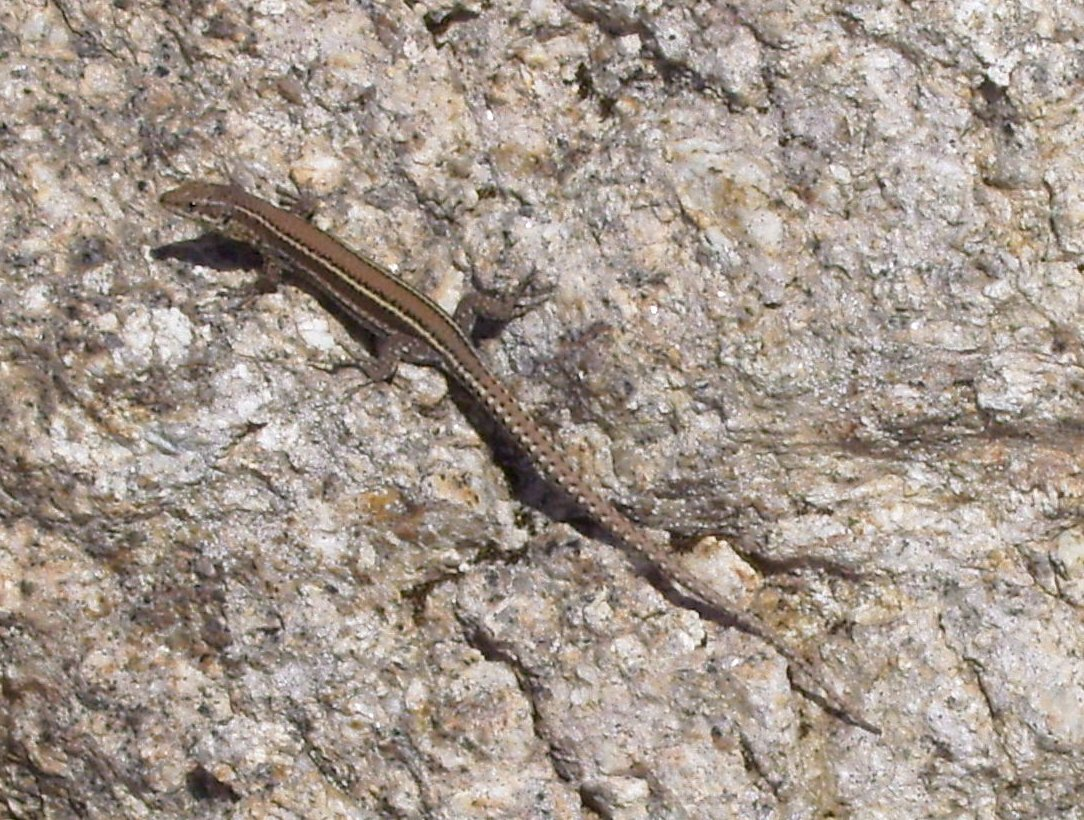